# Спирер, Розалия Людвиговна
Розалия Людвиговна Спирер (рум. Etti-Rosa Spirer — Этти-Роза Спирер; 16 апреля 1900, Галац, Румыния — 30 марта 1990, Кишинёв, Молдавская ССР) — молдавский (румынский и советский) архитектор.

## Биография
Этти-Роза Спирер родилась в Галаце, в еврейской семье, в которой росло шестеро детей (один из них умер в детском возрасте). Старшие дети родились в селе Ивешти, но между 1890 и 1892 годом семья переехала в Галац. Её отец Лейзер Спирер (1860—1926) был управляющим поместьем; мать — Бетти Гельберт (1861—1926) — была домохозяйкой.

В 1925 году окончила Высшую школу архитектуры в Бухаресте. С 1932 года работала в Бельцах, где выполнила ряд проектов. В 1934 году руководила проектом расширения и переустройства под уездную префектуру Дома помещика Бодеску, к которому был пристроен второй этаж (впоследствии в нём располагался городской дом пионеров, затем дворец бракосочетаний). В этот период ею были спроектированы здания лицеев Иона Крянгэ для мальчиков и принцессы Иляны для девочек в модернистском стиле (1938, ныне ректорат Бельцкого университета имени Алеку Руссо), а также промышленного лицея для девочек (Liceul industrial de fete), дома по улице Штефана Чел Маре, 79 и по улице Хотинской, 26, городского муниципалитета (примарии, ныне магазин «Bălţeanca»), реконструкция усадьбы помещика Маркарова.

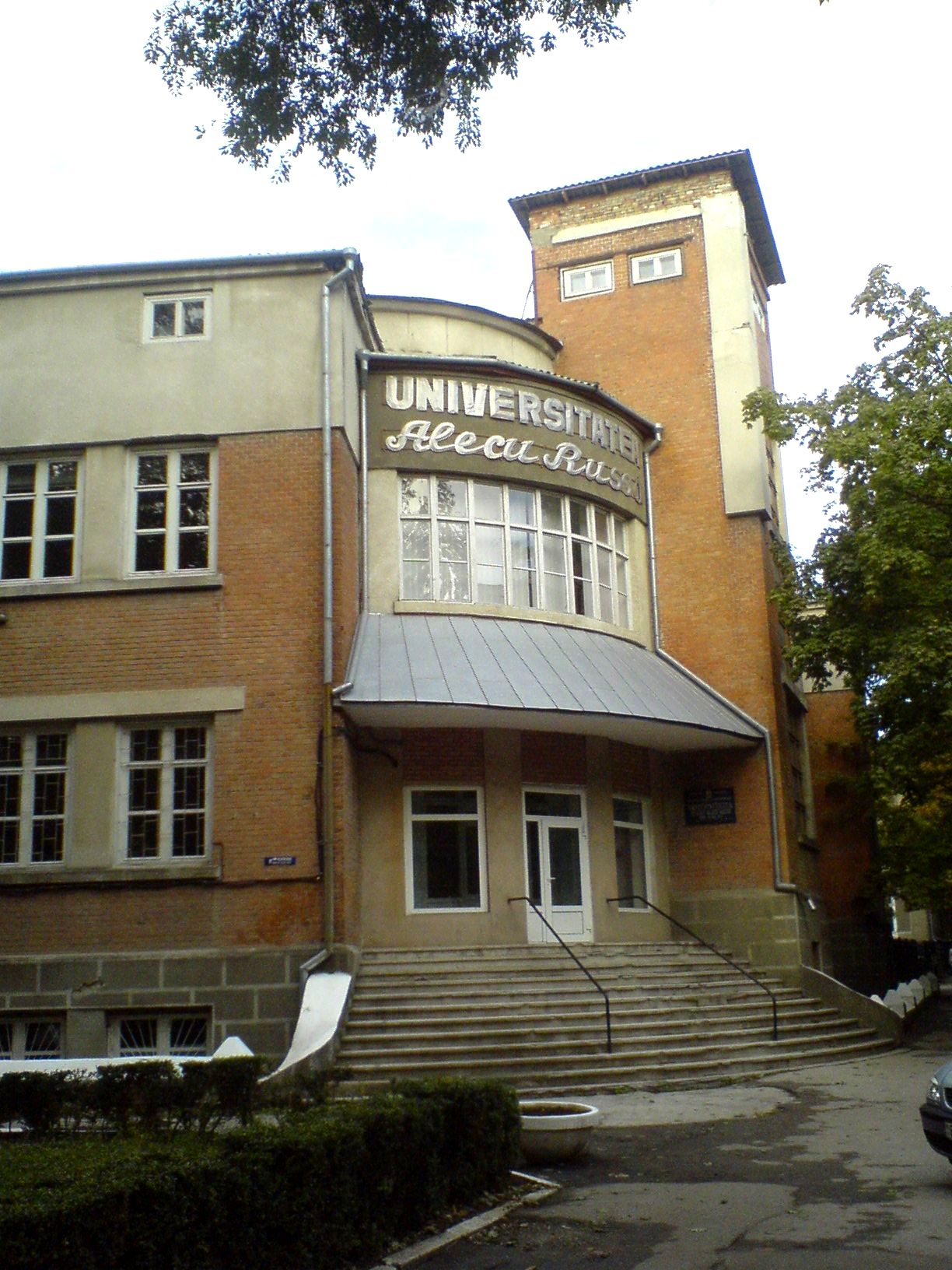
Здание бывшего лицея принцессы Иляны для девочек (архитектор Этти-Роза Спирер, 1938), теперь Бельцкий государственный университет им. Алеку Руссо

В годы Великой Отечественной войны — в эвакуации в Саратовской области, затем в Фергане. Старший брат Шмил (Самуэл-Иосиф) Спирер (1890—1942) пытался эвакуироваться из Бухареста на перевозившем еврейских беженцев в подмандатную Палестину пассажирском корабле «Струма» и погиб с женой и сыном 24 февраля 1942 года в результате попадания торпеды. С 1944 года жила в Кишинёве. Здесь ею был осуществлён проект реставрации Библиотеки имени Жданова (бывшая гостиница «Швейцарская», ныне муниципальная библиотека имени Б. П. Хашдэу, 1946); реконструкция зданий бывшей Казённой палаты по улице Могилевской (впоследствии Берзарина), министерства финансов по улице Штефана Чел Маре, 168 (1946—1948) и Дворца Сфатул Цэрий (1950); здание Кишинёвского политехнического института имени С. Г. Лазо.
На протяжении нескольких десятилетий работала в архитектурно-строительном отделе № 2 в проектном институте «Молдгипрострой». В начале 1970-х годов занималась проектированием многоэтажных монолитных зданий в скользящей опалубке, первым из которых в Кишинёве стал 9-этажный жилой дом на проспекте Негруцци. Этот дом стал её последним проектом перед выходом на пенсию в 1972 году.